# Melrose (Ohio)
Melrose és una població dels Estats Units a l'estat d'Ohio. Segons el cens del 2000 tenia 322 habitants.

## Demografia
Segons el cens del 2000, Melrose tenia 322 habitants, 111 habitatges, i 83 famílies. La densitat de població era de 144,6 habitants per km².
Dels 111 habitatges en un 42,3% hi vivien nens de menys de 18 anys, en un 53,2% hi vivien parelles casades, en un 13,5% dones solteres, i en un 25,2% no eren unitats familiars. En el 18% dels habitatges hi vivien persones soles el 8,1% de les quals corresponia a persones de 65 anys o més que vivien soles. El nombre mitjà de persones vivint en cada habitatge era de 2,9 i el nombre mitjà de persones que vivien en cada família era de 3,35.
Per edats la població es repartia de la següent manera: un 31,1% tenia menys de 18 anys, un 14,9% entre 18 i 24, un 29,5% entre 25 i 44, un 16,1% de 45 a 60 i un 8,4% 65 anys o més.
L'edat mediana era de 28 anys. Per cada 100 dones de 18 o més anys hi havia 94,7 homes.
La renda mediana per habitatge era de 33.750 $ i la renda mediana per família de 39.688 $. Els homes tenien una renda mediana de 36.250 $ mentre que les dones 19.375 $. La renda per capita de la població era de 13.484 $. Aproximadament l'11,3% de les famílies i el 14,5% de la població estaven per davall del llindar de pobresa.

## Poblacions properes
El següent diagrama mostra les poblacions més properes.